# AMEOS Klinikum Bremen

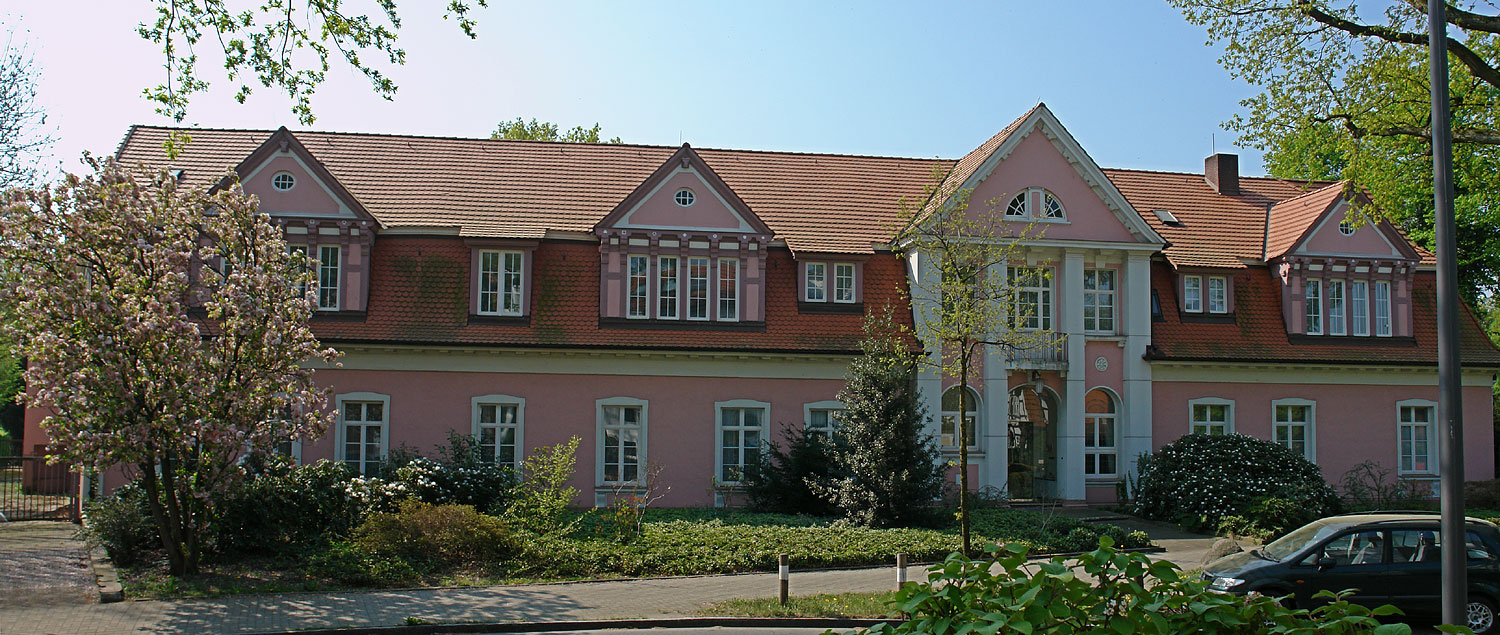
Gebäude Schevemoorer Landstraße

Das AMEOS Klinikum Bremen ist eine private Fachklinik für Psychiatrie, Psychotherapie und Psychosomatik in Bremen-Oberneuland (Rockwinkel). Sie gehört zur Schweizer Ameos-Gruppe mit Sitz in Zürich und verfügt über 206 Betten auf neun Stationen. Pro Jahr werden ca. 2500 Patienten behandelt (Stand 2011/14).

## Geschichte
Die Klinik wurde 1764 von Friedrich Engelken (1744–1815) gegründet. Engelken war Sohn eines Brinksitzers aus Rockwinkel, der zur See u. a. nach Ostindien fuhr und dort die Wirkung von Opium kennenlernte. 1758 kehrte er zurück. Nach seiner Soldatenzeit lernte er seit 1761 bei einem Wundarzt und behandelte seit 1764 psychische Kranke. 1770 erbte er den väterlichen Hof in Rockwinkel und betrieb seitdem hier seine Klinik. Er spezialisierte sich auf die Behandlung von Geisteskrankheiten. 1810 übernahm der Sohn Heinrich Engelken die Anstalt. Die Klinik blieb über drei Generationen im Familienbesitz und nutzte verschiedene Therapien.
1910 kaufte der Mediziner Walter Benning (1880–1962) die Gebäude und betrieb das Sanatorium für Nerven- und Gemütskranke, die er sanierte und ausbaute. In der Zeit des Nationalsozialismus wurden auch in diesem Sanatorium auf der Grundlage des Gesetzes zur Verhütung erbkranken Nachwuchses von 1934 um die 120 Personen Zwangssterilisationen durchgeführt. Verschiedene Langzeitpatienten waren dabei auch von der Euthanasie betroffen; entdeckte alte Akten werden vom Staatsarchiv Bremen ausgewertet.
Dr. Benning’s Sanatorium und Privatklinik Rockwinkel für Nervenkranke in Bremen-Oberland bot zu Beginn der 1950er Jahre neuzeitlichen Behandlungsmethoden und Entziehungskuren an. Benning verpachtete 1954 und verkaufte 1964 die Klinik an Karl-Dieter Heines (5. Juli 1920 bis 13. April 2012), der von 1954 bis 1991 die Klinik leitete. Heines versuchte als Ärztlicher Direktor ein modernes Therapiezentrum zu entwickeln. Er verkaufte das Zentrum 1992 an das Christliche Sozialwerk und gründete aus einem Drittel der Erlöse die Stiftung Dr. Heines zur Versorgung alter Menschen. Heines blieb bis 1998 in der Klinik tätig, Nachfolger als Ärztlicher Direktor wurde Klaus Brücher (* 1949). Die Klinik wurde 2003 von der 2002 gegründeten Zürcher Ameos Holding AG gekauft. Seit 2014 ist Uwe Gonther Ärztlicher Direktor.

## Kritik
Laut Urteil des Europäischen Gerichtshofs für Menschenrechte war Vera Stein von 1977 bis 1979 in einer geschlossenen Abteilung der Klinik Dr. Heines gegen ihren Willen und ohne richterliche Anordnung untergebracht. Die Unterbringung erfolgte auf Wunsch ihres Vaters. Ihre Einsprüche wurden von der Justiz abgelehnt. Die Bundesrepublik Deutschland wurde deshalb 2005 vom Europäischen Gerichtshof zu 75.000 Euro Schadenersatz verurteilt.

## Leistungsspektrum
Das Leistungsspektrum umfasst:
- Allgemeinpsychiatrische Behandlung mit einem Schwerpunkt auf der Therapie psychotischer Störungen
- Psychiatrisch-psychotherapeutische Behandlung für Menschen mit Angststörungen, akuten und chronischen Depressionen
- Psychiatrisch-psychotherapeutische Behandlung für depressive Menschen in der zweiten Lebenshälfte
- Dialektisch-Behaviorale Therapie (DBT) für Menschen mit einer Borderline-Persönlichkeitsstörung
- Qualifizierte traumaspezifische Therapien
- Drogentherapie
- Psychiatrische Institutsambulanz
- Akut-Traumaambulanz
- Tagesklinik